# Live (Fleetwood Mac)
Live è un doppio album dal vivo dei Fleetwood Mac, uscito nel 1980.

## Tracce
Disc Uno:
1. Monday Morning (Buckingham) - 3:51
2. Say You Love Me (McVie) - 4:18
3. Dreams (Nicks) - 4:18
4. Oh Well (Green) - 3:23
5. Over & Over (McVie) - 5:01
6. Sara (Nicks) - 7:23
7. Not That Funny (Buckingham) - 9:04
8. Never Going Back Again (Buckingham) - 4:13
9. Landslide (Nicks) - 4:33

Disc Due:
1. Fireflies (Nicks) - 4:37
2. Over My Head (McVie) - 3:27
3. Rhiannon (Nicks) - 7:43
4. Don't Let Me Down Again (Buckingham) - 3:57
5. One More Night (McVie) - 3:43
6. Go Your Own Way (Buckingham) - 5:44
7. Don't Stop (McVie) - 4:05
8. I'm So Afraid (Buckingham) - 8:28
9. The Farmer's Daughter (Wilson, Love) - 2:25

## Formazione
- Lindsey Buckingham - voce e chitarra
- Mick Fleetwood - batteria e percussioni
- John McVie - basso
- Stevie Nicks - voce
- Christine McVie - voce e tastiera